# أندرو وتن
أندرو وتن (بالألمانية: Andrew Wooten؛ بالإنجليزية: Andrew Wooten) هو لاعب كرة قدم أمريكي وألماني، ولد في 30 سبتمبر 1989 في بامبرغ في ألمانيا. شارك مع منتخب الولايات المتحدة لكرة القدم. أما مع النوادي، فقد لعب مع إف إس في فرانكفورت ونادي ساندهاوزن ونادي كايزرسلاوترن.

## وصلات خارجية
- أندرو وتن على موقع الدوري الأمريكي (الإنجليزية)
- أندرو وتن على موقع قاعدة بيانات كرة القدم.إي يو (الإنجليزية)
- أندرو وتن على موقع بيانات كرة القدم. دي إي (الألمانية)
- أندرو وتن على موقع ناشيونال فوتبول تيمز (الإنجليزية)
- أندرو وتن على موقع Soccerway.com (الإنجليزية)
- أندرو وتن على موقع عالم كرة القدم.نت (الإنجليزية)